# Susan Francia
Zsuzsanna (Susan) Francia  (Szeged, 8 november 1982) is een Amerikaans roeister.
Francia won in haar carrière vier wereldtitels in de acht en één wereldtitel in de twee-zonder. Francia werd zowel in 2008 als 2012 olympisch kampioen in de acht.

## Resultaten

### Olympische Zomerspelen
| Jaar | Plaats | Resultaten |
| ---- | ------ | ---------- |
| 2008 | Peking | in de acht |
| 2012 | Londen | in de acht |

### Wereldkampioenschappen roeien
| Jaar | Plaats    | Resultaten                         |
| ---- | --------- | ---------------------------------- |
| 2005 | Kaizu     | 4e in de acht                      |
| 2006 | Eton      | 12e in de dubbel-twee · in de acht |
| 2007 | München   | in de acht                         |
| 2009 | Poznań    | in de twee-zonder · in de acht     |
| 2010 | Cambridge | in de twee-zonder                  |
| 2011 | Bled      | in de acht                         |
| 2013 | Chungju   | 5e in de dubbel-vier               |
| 2014 | Amsterdam | in de vier-zonder                  |

## Persoonlijk
- Francia is dochter van Amerikaans-Hongaars biochemicus en Nobellaureaat Katalin Karikó.[1][2]

1976: Goretzki & Knetsch & Richter & Ahrenholz & Kallies & Ebert & Lehmann & Müller & Wilke ·
1980: Boesler & Neisser & Köpke & Schütz & Kühn & Richter & Sandig & Metze & Wilke ·
1984: O'Steen & Metcalf & Bower & Graves & Flanagan & Norelius & Thorsness & Keeler & Beard ·
1988: Strauch & Zeidler & Haacker & Wild & Kluge & Schröer & Balthasar & Stange & Neunast ·
1992: Barnes & Taylor & Delehanty & Crawford & McBean & Worthington & Monroe & Heddle & Thompson ·
1996: Tănase & Cochelea & Gafencu & Spîrcu & Olteanu & Lipă & Popescu & Ignat & Georgescu ·
2000: Damian & Susanu & Olteanu & Cochelea & Dumitrache & Lipă & Gafencu & Ignat & Georgescu ·
2004: Florea & Susanu & Bărăscu & Papuc & Gafencu & Lipă & Damian & Ignat & Georgescu ·
2008: Cafaro & Cummins & Davies & Francia & Goodale & Lind & Logan & Shoop & Whipple ·
2012: Cafaro & Francia & Lofgren & Ritzel, Musnicki & Logan & Lind, Davies & Whipple ·
2016: Elmore & Gobbo & Logan & Musnicki, Polk & Regan & Schmetterling & Simmonds & Snyder ·
2020: Roman & Gruchalla-Wesierski & Roper & Proske & Grainger & Mailey & Payne & Wasteneys & Kit ·
2024: Rusu & Anghel & Bodnar & Lehaci & Adam & Bereș & Vrînceanu & Radiș & Petreanu